# Partido da Causa Operária
Der Partido da Causa Operária (PCO) ist eine 1995 gegründete brasilianische Partei des Linksextremismus.

## Geschichte
Die Partei wurde 1995 in São Paulo von dem Journalisten und Politiker Rui Costa Pimenta gegründet, Enkel des brasilianischen Gewerkschafts- und Kommunistenführers João da Costa Pimenta. Ihre Zulassung erhielt sie am 30. September 1997 durch das Tribunal Superior Eleitoral (TSE) mit der Parteiennummer 29. Sie ist eine Kleinstpartei, die bereits 2020 etwas über 3500 Mitglieder verzeichnete. Nationalpräsident ist seit 25 Jahren (Stand 2020) Rui Costa Pimenta. Sie vertreibt eine Parteizeitung und ist auf YouTube mit dem Kanal Causa Operária TV vertreten.
Im Jahr 2022 nahm die brasilianische Bundespolizei im Auftrag des Oberste Gerichtshofs (STF) Ermittlungen gegen die Partei wegen der vermeintlichen Verbreitung von Fake News in Sozialen Netzwerken auf. Die PCO hatte dem STF zuvor undemokratische und willkürliche Vorgehensweisen vorgeworfen.

## Positionen
Geprägt durch den Parteivorsitzenden ist sie marxistisch-trotzkistisch ausgelegt. Sie ist für Demokratie, Entkriminalisierung von Drogen, Legalisierung von Abtreibung, Landwirtschaftsreform, Steuern für Kirchen und Religionsgemeinschaften und eine neue verfassunggebende Versammlung. Sie spricht sich gegen eine Verschärfung der Waffengesetze, Neoliberalismus, Privatisierung der Wirtschaft und Verringerung des Strafmündigkeitalters aus.
Die PCO begrüßte den Wahlsieg des Präsidenten Recep Tayip Erdogan bei den Parlamentswahlen 2023 in der Türkei.

## Wahlen
Die Partei konnte bisher keinerlei Wahlbündnis erlangen. Regelmäßig tritt Pimenta als Präsidentschaftskandidat an, hatte jedoch bei 0,01 bis 0,05 % der Stimmen keine Chancen.
| Jahr | Präsidentschafts- kandidat | Vizepräsidentschafts- kandidat | Koalition | Stimmen | %    | Anm.  |
| ---- | -------------------------- | ------------------------------ | --------- | ------- | ---- | ----- |
| 2002 | Rui Costa Pimenta          | Pedro Paulo de Abreu (PCO)     | keine     | 38.619  | 0,05 | [ 6 ] |
| 2010 | Rui Costa Pimenta          | Edson Dorta Silva (PCO)        | keine     | 12.206  | 0,01 | [ 7 ] |
| 2014 | Rui Costa Pimenta          | Ricardo Machado (PCO)          | keine     | 12.324  | 0,01 | [ 8 ] |